# 65487 Divinacommedia
65487 Divinacommedia este o planetă minoră (asteroid), cu un diametru de 2,953 km, din centura de asteroizi. A fost descoperită pe 9 februarie 2003 la Observatorul La Silla de  și a fost numită după Divina Comedie. 
Obiectul prezintă o orbită caracterizată de o semiaxă mare de 2,5562924683332 UAi, o excentricitate de 0,10827938783671, o înclinație de 15,642541105414 ° în raport cu ecliptica.